# Угорщина в російсько-українській війні
В Угорщині з початку російського вторгнення в Україну в 2022 році прем'єр-міністр Віктор Орбан і міністр закордонних справ Петер Сіярто не поспішали з підтримкою України і підтримували російське вторгнення і Володимира Путіна. Під керівництвом прем'єр-міністра Орбана угорський уряд став найдружнішим до Росії членом НАТО та Європейського союзу. Угорщина — країна, яка є безпосереднім сусідом України і має найбільш тісні політичні та економічні зв'язки з Росією. Впродовж війни уряд Орбана підтримував економічний зв'язок із Росією та нарощував його. Як до, так і під час вторгнення в Україну в 2022 році по всій Європі, включаючи Угорщину, поширювалися різні російські стратегічні дезінформаційні наративи. В угорському контексті переважно інтернет-ЗМІ та сторінки в соціальних мережах поширюють або пряму російську дезінформацію, або діляться наративами, що підтримують основні тези російських наративів.

## Передумови

### Стягування угорських військ до Закарпаття
Напередодні російського вторгнення у лютому 2022 року, Угорщина перемістила свої війська до українського кордону. Міністр оборони Угорщини Тібор Бенко оголосив, що його війська рухаються до кордону з Україною для «виконання гуманітарних завдань» та «недопущення проходу воєнізованих формувань». Угорська армія звезла тоді до кордону, зокрема, військові понтони.
У травні 2022 року секретар РНБО Олексій Данілов заявив, що «Путін попереджав Угорщину про напад на Україну, і Будапешт захотів забрати частину наших земель собі».
Андраш Рац, який у 2022 році працював в угорському урядовому Центрі стратегічних та безпекових досліджень, а у 2023 був у відкритій опозиції до уряду Орбана, сказав в інтерв'ю, що «тоді ані на мить не йшлося про можливий напад на Україну, ми взагалі не спрямовували до кордону наступальну техніку». За даними Раца, там не було танків чи артилерії. Рац також сказав, що про переміщення техніки знав тоді і український військовий аташе.

## Перебіг подій

### 2022

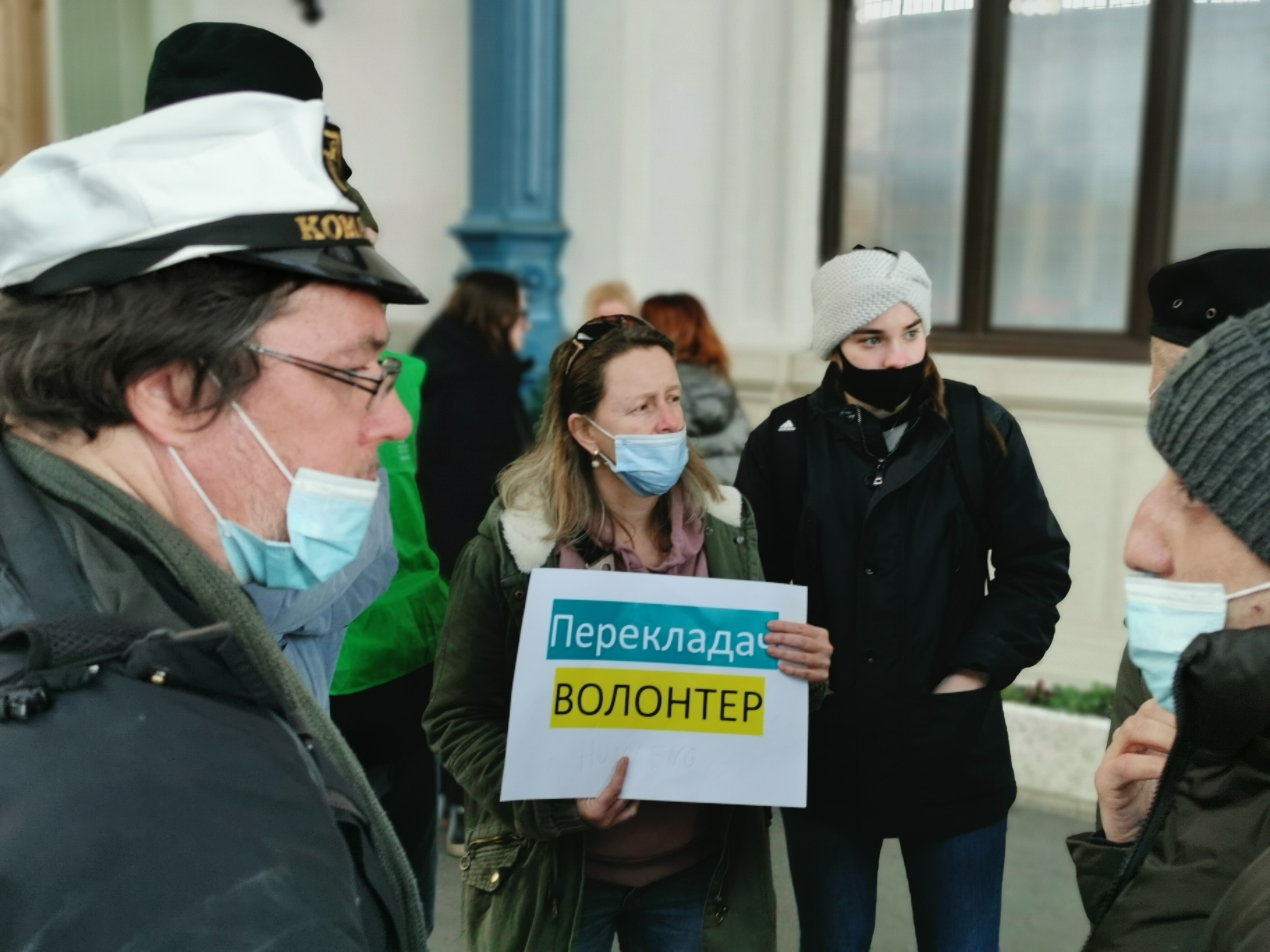
Українські біженці в Угорщині, 1 березня 2022 року

Угорщина засудила вторгнення та не наклала вето на деякі санкції ЄС щодо Москви. На початку війни Віктор Орбан наголосив на єдності і сказав: «Ми захищаємо кордони Угорщини та Європи разом з НАТО», а також погодився з політичними рішеннями ЄС і НАТО: серед них рішення ЄС про заборону російським банкам використовувати систему переказів SWIFT, колективне рішення ЄС про заборону російських польотів у європейському повітряному просторі, а також рішення ЄС та НАТО щодо постачання Україні зброї. Уряд Угорщини також відкрив свій східний кордон для українських біженців, які рятувалися від конфлікту. Крім того, розгортання військ НАТО на східному фланзі альянсу через Угорщину є ще однією областю, де Будапешт співпрацював, а не перешкоджав зусиллям НАТО з протидії Росії.
Уряд Орбана виступив проти санкцій ЄС щодо російської нафти та газу, пообіцявши заблокувати їх і зрештою змусивши блок пом'якшити свій пакет санкцій. Угорщина також відмовилася призупинити розширення АЕС Пакш, яку фінансує Росатом. Згідно з тезою «Фідес», в Угорщині немає альтернатив російському газу та нафті, а економічні санкції неефективні та завдають шкоди. Держсекретар із громадської дипломатії та зв'язків Золтан Ковач заявив: «Санкції, введені проти Росії, не впливають на війну в Україні, вони вже шкодять нам». Крім того, країна виступила проти відправки зброї через Угорщину в Україну і змусила ЄС не вводити санкції щодо глави Російської православної церкви патріарха Кирила. Російські ЗМІ зосередили свою увагу на протидії Орбану постачанню зброї Україні, щоб пролити світло на внутрішні розбіжності в НАТО з початку вторгнення.
В Угорщині посилилося поширення російських наративів, і кілька пов'язаних із урядом Угорщини ЗМІ повторили спільні російські наративи про війну в Україні. Угорський кореспондент Politico Лілі Байєр назвала Будапешт «європейською столицею російської дезінформації».
Близьке до угорського уряду видання Origo повідомило наступне: «Брюссель запроваджує нові санкції, навіть незважаючи на те, що попередні не виправдали сподівань. Через санкції в Європі зашкалює інфляція, зросли витрати на комунальні послуги, ціни на природний газ та продукти харчування, континенту загрожує рецесія. Тим часом економіка Росії зміцнилася через санкційну політику ЄС, наприклад, Москва заробила на експорті енергоносіїв 158 млрд євро, а рубль зміцнився».
У той час як ЄС явно прагне дипломатичної ізоляції Росії, міністр закордонних справ Угорщини Петер Сіярто був радий зустрічі з міністром закордонних справ Росії Серґієм Лавровим на Генеральній асамблеї ООН і в липні 2022 року відвідав Москву для переговорів з російським керівництвом про нову угоду про постачання газу до Угорщини.
У вересні Орбан, голосуючи за всі 7 пакетів санкцій разом з іншими лідерами ЄС, заявив, що «санкції ЄС не були введені демократичним шляхом, вони були прийняті брюссельською елітою без консультації з європейським народом».
У грудні Угорщина заблокувала пакет фінансової підтримки ЄС у розмірі 18 млрд євро для України, що поглибило розкол між прем'єр-міністром Віктором Орбаном та Брюсселем. Це рішення спонукало інші країни ЄС розпочати роботу над альтернативним планом фінансування України, який би не вимагав підтримки Будапешта.

### 2023
Угорщина з літа 2023 року почала блокувати часткове відшкодування витрат на зброю, призначену для України в рамках Європейського фонду миру (EPF). Спочатку Будапешт послався на те, що НАЗК внесло до чорного списку угорський OTP Bank як одну з основних причин блокування.
У серпні Орбан наполягав на укладенні «договору» з президентом Російської Федерації Володимиром Путіним про нову архітектуру безпеки України. При цьому він заперечив можливе членство України в НАТО та будь-які претензії Києва на окупований Крим.
У жовтні банк виключили із списку спонсорів війни, але Угорщина зберегла право вето, продовжила блокувати військову допомогу Україні і не голосувати за санкції проти РФ.
15 грудня 2023 року представник Угорщини наклав вето на пакет допомоги Україні у розмірі 50 мільярдів євро після того, як раніше утримався під час ухвалення рішення щодо переговорів про вступ України до ЄС.

### 2024
10 січня 2024 року Угорщина не засудила постачання РФ ракет із КНДР (напередодні США з майже пів сотнею країн засудили передання Північною Кореєю зброї Росії. Окрім Угорщини, з-поміж країн ЄС не підписала заяву Словаччина).
15 жовтня 2024 року стало відомо що Угорщина і російський монополіст «Газпром» ведуть перемовини про додаткові закупівлі Будапештом газу на 2025 рік. Того ж місяця стало відомо що прем'єр-міністр Угорщини Віктор Орбан не дозволив Європейському Союзу відкоригувати режим санкцій проти РФ. Цей крок необхідний для розблокування участі США у наданні Україні кредиту на $50 млрд від G7.
6 грудня стало відомо що угорські спецслужби шпигували за офіційними особами офісу ЄС по боротьбі з шахрайством. Зокрема, стежили за єврочиновниками, які відвідували країну: обшукували номери в готелях та записували телефонні розмови.

### 2025
Впродовж 2025 року Угорщина продовжувала поширювати російську пропаганду, вимагала зняти санкції ЄС з російських олігархів. 30 березня стало відомо що Угорщина проведе консультативний референдум щодо вступу України до Євросоюзу, також у бюлетені уряд країни поширить 7 нібито загроз для Угорщини від членства України в ЄС. Згодом стало відомо що уряд Угорщини розіслав громадянам країни лист, у якому прямо закликає угорців висловитись проти членства України в ЄС під час консультативного референдуму.
31 березня очільник МЗС Угорщини Петер Сійярто заявив, що Будапешт розцінює атаки на російську інфраструктуру як загрозу власному суверенітету, оскільки через неї країна отримує енергоносії.
9 травня CБУ вперше в історії України викрила агентурну мережу воєнної розвідки Угорщини, яка здійснювала шпигунську діяльність на шкоду нашій державі. Завданням цього осередку був збір інформації про військову захищеність Закарпатської області, пошук вразливих місць у наземній і повітряній обороні регіону, а також вивчення суспільно-політичних поглядів місцевих жителів: зокрема, сценаріїв їхньої поведінки, якщо на територію регіону зайдуть угорські війська. У відповідь того ж дня Угорщина вислала двох українських дипломатів, які працювали в українському посольстві в Будапешті, звинувативши їх у шпигунстві. Після видворення двох українських дипломатів з Будапешту, Україна наказала двом угорським дипломатам покинути територію країни. 21 травня було повідомлено що суд Будапешта взяв під тимчасову варту Іштвана Голло – затриманого напередодні чоловіка, якого угорська пропаганда назвала «українським шпигуном». Окрім Голло, в Угорщині також «викрили» на шпигунстві на користь України Роланда Цебера – чинного депутата Закарпатської обласної ради Роланда Цебера, якому у 2024 році заборонили вʼїзд до Угорщини.
30 травня під час обговорення банківського шахрайства прем'єр сказав, що нібито 80% злочинців у цій сфері є саме українцями. Хоча незрозуміло, звідки у політика такі дані. «Україна - небезпечна країна», — наголосив він. В цьому контексті Орбан заявив, що Україну не можна приймати до Європейського Союзу, адже це буцімто стане на заваді протидії «українським шахраям».
12 червня стало відомо що провідний угорський пропагандист Георг Шпеттле, пов’язаний з правлячою партією та помічений в антиукраїнських тезах, контактував з Головним розвідувальним управлінням Росії.
Наприкінці липня 2025 року стало відомо що угорська компанія Milspace Kft допомагає корпорації «Вєртолєти Росіі» в обхід санкцій укладати контракти на ремонт іноземних гелікоптерів.

## Висвітлення подій

### Державні ЗМІ
Хоча прем'єр-міністр Віктор Орбан приєднався до лідерів ЄС у засудженні Росії за її вторгнення в Україну, угорські державні ЗМІ оповідають для угорської авдиторії зовсім іншу картину.
На початку війни вони назвали вторгнення «військовою операцією» або «військовим конфліктом». Через 4 дні після початку бойових дій Угорське інформаційне агентство назвало конфлікт «війною», а не спецоперацією. У своїх заявах Віктор Орбан та Петер Сіярто уникали згадки імені Путіна та відповідальності Путіна, а Сіярто навіть відмовився повернути орден Дружби, який був вручений йому Володимиром Путіним у 2021 році. У той час як державні ЗМІ також надали відповідні дійсності повідомлення про війну, проросійські та антиукраїнські наративи були «віддані на автсорсинґ» аналітикам та лідерам громадської думки, близьким до угорського уряду. Потім ці коментарі регулярно цитувалися у пов'язаній з урядом пресі. Деякі оглядачі, які працюють на державному телебаченні, покладали провину за війну прямо на США, а також проводили паралелі між Володимиром Зеленським та Адольфом Гітлером.
Крім того, державні ЗМІ запросили для обговорення війни пов'язаних з урядом експертів, які без критичної оцінки повторили російські наративи та замислилися про те, якою мірою Україна та НАТО несуть відповідальність за розв'язання війни. Кремлівські наративи ще частіше з'являлися на сайтах соціальних мереж, особливо на сторінках і в групах Facebook, таких як Orosz Hírek («Новини Росії») та Számok, adatok… A baloldali álhírek ellenszere («Цифри, дані… Протиотрута від лівих фейкових новин»), які розповсюджують проросійські наративи.

### Партія «Фідес»
Відчуваючи страх суспільства перед війною та її наслідками, угорська правляча партія «Фідес» швидко почала себе позиціонувати як єдиний гарант миру та безпеки в Угорщині, а також захисник угорських національних та економічних інтересів. У той же час вона зробила спроби дискредитації Об'єднаної опозиції, що зайняла жорстку позицію щодо Росії. Перед парламентськими виборами в Угорщині угорський політолог Габор Терьок зазначив, що конфлікт в Україні може спричинити розбіжності навіть серед виборців «Фідес», частина з яких, ймовірно, має сильні антиросійські настрої. Проте він повідомив, що «Фідес» знайшла відповідні центральні наративи, щоб уникнути поділу свого електорату, наполягаючи на тому, що мир, безпека та економічна стабільність в Угорщині є найважливішими цілями, наголошуючи на готовності уряду надавати гуманітарну допомогу біженцям і відмовляючись від військового втручання.
Основний передвиборний наратив «Фідес» став реакцією на заяву лідера опозиції Петера Маркі-Заї, в якій він заявив, що Угорщина виконає спільне рішення НАТО, і якщо альянс вирішить підтримати Україну військовими засобами, то Угорщина схвалить його дії.
Вирвану з контексту «Фідес» та близькими до партії ЗМІ та онлайн-лідерами громадської думки, ця заява була переведена в наступне послання: якщо Об'єднана опозиція переможе, вони відправлять на війну зброю та угорських солдатів, у той час як «Фідес» гарантує, що Угорщина залишиться поза конфліктом. За день до виборів угорські державні ЗМІ опублікували наступний заголовок: «Ліві готуються до завтрашніх виборів провоєнною демонстрацією», повідомляючи про проукраїнський протест опозиції.
Хоча жодна зі сторін не хотіла участі Угорщини у війні, «Фідес» та державні ЗМІ щодня повторювали, що «Угорщина має зробити все, щоб не брати участь у війні», цей конфлікт — «не наша війна», і що Угорщині потрібне «стратегічне спокій» у прийнятті рішень. Під час кампанії «Фідес» займала проєвропейську та пронатівську позицію, виступаючи за спільні заходи безпеки, але категорично заперечувала проти відправки зброї на Україну через територію Угорщини, оскільки, на їхню думку, це поставить під загрозу Закарпаття або ризик залучення Угорщини до збройного конфлікту.
У той час як підтримка України була представлена опозицією як моральне зобов'язання, «Фідес», з іншого боку, зосередилася на економічних наслідках конфлікту. Ключове посилання кампанії «Фідес» полягало в тому, що, втягнувши Угорщину у війну, опозиція зруйнує давнє досягнення уряду щодо підтримки низьких цін на комунальні послуги. Основне посилання кампанії «Фідес» у цьому відношенні полягало в тому, щоб гарантувати, що «угорські сім'ї не заплатять ціну війни».

### Інші партії
Серед політичних діячів найбільш активними розповсюджувачами російських тез були політики ультраправої партії «Наша Батьківщина», а також лідер непарламентської партії «Normalis Élet Pártja» («Партія нормального життя») Дьордь Гьодень. Як причину вторгнення вони підкреслили «агресію проти російської меншини Україною». Сильні антинатовські настрої та російські наративи були підтримані «Угорською робочою партією» та її лідером Дьюлою Тюрмером. Антиукраїнські наративи також поширилися в різних інших дрібніших угрупованнях, в основному вкрай правих, наприклад, у Hatvannégy Vármegye Ifjúsági Mozgalom («Молодіжний рух шістдесяти чотирьох округів»), а також серед противників вакцинації.
Передвиборні наративи «Нашої Батьківщини», «Партії нормального життя» та Угорської робочої партії зображували Об'єднану опозицію як палії війни, а НАТО як експансіоністську організацію, також заявляючи, що НАТО та США несуть пряму відповідальність за ескалацію російсько-української війни. У січні 2024 року Ласло Тороцкаї (лідер партії «Наша Батьківщина», чинний депутат Парламентської асамблеї Ради Європи) заявив про претензії на українське Закарпаття у разі втрати Україною державності в результаті війни.

## Угорська меншина в Україні
Ухвалений у 2017 році в Україні закон про обмеження використання інших мов, крім української, викликав погіршення відносин між Україною та Угорщиною. Потім, після початку вторгнення, напруженість через права угорської національної меншини в Україні сприяла виникненню хибного кола у двосторонніх відносинах, коли Україна поставила під сумнів рішучість Угорщини виступити разом з Україною проти міжнародної агресії. Після 24 лютого 2022 року прагнення меншини посилили занепокоєння українців з приводу того, що етнічні угорці в Україні вразливі для російської пропаганди, що виходить із Угорщини.

## Опитування угорської громадськості
Згідно з опитуванням Євробарометра, проведеним у квітні та травні 2022 року, після п'ятого раунду економічних санкцій підтримка додаткових санкцій була найнижчою в Угорщині (32 %). Торкаючись теми російського вторгнення в Україну, 67 % угорців відповіли, що цінова стабільність має бути пріоритетом, а не захистом європейських цінностей, таких як свобода та демократія. Згідно з дослідженням Nézőpont Intézet, опублікованому у вересні 2022 року, 66 % угорців згодні із твердженням, що «санкції завдають більше шкоди Європі, ніж Росії».
Згідно з опитуванням громадської думки, проведеним Median у березні 2022 року, 43 % виборців Фідес вважали, що «Росія діяла законно для захисту своїх інтересів та безпеки», коли здійснила вторгнення в Україну в лютому, і лише 37 % вважали, що «Росія зробила серйозну та необґрунтовану агресію проти України». З боку опозиційних виборців лише 9 % вважали, що «Росія діяла законно для захисту своїх інтересів та безпеки», а 84 % вважали, що «Росія зробила серйозну та необґрунтовану агресію проти України». Інше дослідження, проведене Median у квітні 2022 року, показало значне падіння симпатій до Росії серед угорських опозиційних виборців з 2018 по 2022 рік (з 40 до 15 балів, де 0 = дуже несприятливо, 100 = дуже сприятливо).
Згідно з дослідженням Ipsos від квітня 2022 року, теза «проблеми України нас не стосуються, і ми не повинні втручатися» отримала схвалення 67 % угорських респондентів порівняно з 27 % серед поляків.

## Оцінки
Директор Foreign Policy In Focus Джон Феффер заявив, що збалансована реакція угорського уряду на російсько-українську війну «відбиває загальну ідеологічну позицію Орбана на півдорозі між Брюсселем і Кремлем, а також економічну позицію Угорщини на півдорозі між субсидіями ЄС та російськими продажами. <…> [Орбану] подобається нацьковувати сили один на одного на благо Угорщини». Аналітики вважають, що рішення Угорщини відігравати відносно невелику роль у матеріально-технічній підтримці України знизило ймовірність того, що Будапешт колись стане майбутньою мішенню помсти Москви — це й послужило недопущення серйозних збитків російсько-угорським відносинам із самого початку вторгнення.
Збереження добрих відносин Угорщини з Росією після 24 лютого завдало шкоди репутації Угорщини до НАТО та ЄС. Сприйняття країни як надто дружньої Росії після початку вторгнення «розладнало» сусідів Угорщини — Чехію, Польщу та Словаччину.
До російського вторгнення в Україну в лютому 2022 року угорська виборча кампанія в основному була зосереджена на економічних питаннях, таких як плата за комунальні послуги, 13-місячна пенсія та податкові пільги, а також на соціальних питаннях, включаючи стан освіти та охорону здоров'я, корупція та права ЛГБТ. Проте ескалація російсько-української війни 24 лютого повністю змінила спрямованість виборчої кампанії та породила конкретні дезінформаційні наративи, пов'язані із вторгненням, які незабаром стали центральною темою.
У той час як багато європейських урядів вжили заходів, спрямованих на боротьбу з російською дезінформацією, директор організації «Політичний капітал» Петер Крекко стверджує, що в Угорщині неможливо розділити російські наративи та інформаційну екосистему, контрольовану урядом Угорщини: державні новини, провладні журналісти та журналісти «Фідес». Впливові особи в соціальних мережах часто цитували російські державні ЗМІ, такі як RT і Sputnik ще до початку вторгнення, щоб підтримати антиліберальні, антиміграційні або анти-ЛГБТ-наративи.